# Campeonato da NACAC de Atletismo Sub-25 de 2002 - Resultados
Esses foram os resultados do Campeonato da NACAC de Atletismo Sub-25 de 2002 que ocorreram de 9 a 11 de agosto de 2002, no Estádio E.M. Stevens, em San Antonio, no Texas, Estados Unidos. Contou com a presença de 245 atletas de 24 nacionalidades distribuídos em 45 provas.

## Resultado masculino

### 100 metros
| Posição           | Atleta           | Nacionalidade        | Tempo | Notas |
| ----------------- | ---------------- | -------------------- | ----- | ----- |
| Medalha de ouro   | Jason Smoots     | Estados Unidos       | 10.22 |       |
| Medalha de prata  | Tom Green        | Estados Unidos       | 10.45 |       |
| Medalha de bronze | Rhoan Sterling   | Canadá               | 10.47 |       |
| 4                 | Lerone Clarke    | Jamaica              | 10.50 |       |
| 5                 | Joel Báez        | República Dominicana | 10.53 |       |
| 6                 | Bob Colville     | Costa Rica           | 10.63 |       |
| 7                 | Winston Smith    | Jamaica              | 10.67 |       |
| 8                 | Juan Encarnación | República Dominicana | 10.70 |       |

| Posição | Atleta         | Nacionalidade         | Tempo | Notas |
| ------- | -------------- | --------------------- | ----- | ----- |
| 1       | Rhoan Sterling | Canadá                | 10.55 | Q     |
| 2       | Bob Colville   | Costa Rica            | 10.56 | Q     |
| 3       | Leonardo Matos | República Dominicana  | 10.74 |       |
| 4       | Jamial Rolle   | Bahamas               | 10.76 |       |
| 5       | Julio Felix    | U.S. Ilhas Virgens    | 10.83 |       |
| 6       | Jason Gill     | Barbados              | 10.91 |       |
| 7       | Irvin Browne   | São Cristóvão e Nevis | 11.03 |       |

| Posição | Atleta            | Nacionalidade            | Tempo | Notas |
| ------- | ----------------- | ------------------------ | ----- | ----- |
| 1       | Lerone Clarke     | Jamaica                  | 10.54 | Q     |
| 2       | Tom Green         | Estados Unidos           | 10.59 | Q     |
| 3       | Juan Encarnación  | República Dominicana     | 10.62 | q     |
| 4       | Azik Graham       | São Vicente e Granadinas | 10.92 |       |
| 5       | Nathan Justin     | Santa Lúcia              | 11.03 |       |
| 6       | Jonnie Eduar Lowe | Honduras                 | 11.07 |       |
| 7       | Denis Gutiérrez   | Nicarágua                | 11.13 |       |

| Posição | Atleta         | Nacionalidade            | Tempo | Notas |
| ------- | -------------- | ------------------------ | ----- | ----- |
| 1       | Jason Smoots   | Estados Unidos           | 10.28 | Q     |
| 2       | Joel Báez      | República Dominicana     | 10.51 | Q     |
| 3       | Winston Smith  | Jamaica                  | 10.71 | q     |
| 4       | Kevin Bartlett | Barbados                 | 10.73 |       |
| 5       | Clement Taylor | Bahamas                  | 10.75 |       |
| 6       | Ralston Henry  | Ilhas Virgens Britânicas | 11.38 |       |

### 200 metros
| Posição           | Atleta            | Nacionalidade        | Tempo | Notas |
| ----------------- | ----------------- | -------------------- | ----- | ----- |
| Medalha de ouro   | Dominic Demeritte | Bahamas              | 20.60 |       |
| Medalha de prata  | Ryan Olkowski     | Estados Unidos       | 20.91 |       |
| Medalha de bronze | Ainsley Waugh     | Jamaica              | 21.04 |       |
| 4                 | Jamial Rolle      | Bahamas              | 21.06 |       |
| 5                 | Rhoan Sterling    | Canadá               | 21.09 |       |
| 6                 | Luis Céspedes     | República Dominicana | 21.19 |       |
| 7                 | Joseph Colville   | Costa Rica           | 21.44 |       |

| Posição | Atleta          | Nacionalidade        | Tempo | Notas |
| ------- | --------------- | -------------------- | ----- | ----- |
| 1       | Ainsley Waugh   | Jamaica              | 20.96 | Q     |
| 2       | Rhoan Sterling  | Canadá               | 21.05 | Q     |
| 3       | Jamial Rolle    | Bahamas              | 21.06 | q     |
| 4       | Osvaldo Nieves  | Porto Rico           | 21.49 |       |
| 5       | Juan Sainfleur  | República Dominicana | 21.56 |       |
| 6       | Derrick Johnson | Estados Unidos       | 21.97 |       |
| 7       | Nathan Justin   | Santa Lúcia          | 22.25 |       |

| Posição | Atleta            | Nacionalidade            | Tempo | Notas |
| ------- | ----------------- | ------------------------ | ----- | ----- |
| 1       | Dominic Demeritte | Bahamas                  | 20.90 | Q     |
| 2       | Ryan Olkowski     | Estados Unidos           | 21.00 | Q     |
| 3       | Sherwin James     | Domínica                 | 21.42 |       |
| 4       | Hugh Reid         | Barbados                 | 21.83 |       |
| 5       | Kenneth Telemaque | U.S. Ilhas Virgens       | 22.19 |       |
| 6       | Azik Graham       | São Vicente e Granadinas | 22.75 |       |

| Posição | Atleta            | Nacionalidade         | Tempo | Notas |
| ------- | ----------------- | --------------------- | ----- | ----- |
| 1       | Joseph Colville   | Costa Rica            | 21.24 | Q     |
| 2       | Winston Smith     | Jamaica               | 21.25 | Q     |
| 3       | Luis Céspedes     | República Dominicana  | 21.29 | q     |
| 4       | Julio Felix       | U.S. Ilhas Virgens    | 21.83 |       |
| 5       | Irvin Browne      | São Cristóvão e Nevis | 22.19 |       |
| 6       | Jonnie Eduar Lowe | Honduras              | 22.44 |       |
| 7       | Óscar Silva       | Nicarágua             | 22.93 |       |

### 400 metros
| Posição           | Atleta               | Nacionalidade        | Tempo | Notas |
| ----------------- | -------------------- | -------------------- | ----- | ----- |
| Medalha de ouro   | Christopher Brown    | Bahamas              | 45.50 |       |
| Medalha de prata  | Godfrey Herring      | Estados Unidos       | 45.65 |       |
| Medalha de bronze | William Kenyon       | Estados Unidos       | 45.76 |       |
| 4                 | Carlos Yohelin Santa | República Dominicana | 45.77 |       |
| 5                 | Richard James        | Jamaica              | 47.00 |       |
| 6                 | Lanceford Spence     | Jamaica              | 47.06 |       |
| 7                 | Chris Lloyd          | Domínica             | 47.48 |       |
| 8                 | Geronimo Goeloe      | Antilhas Holandesas  | 47.55 |       |

| Posição | Atleta            | Nacionalidade  | Tempo | Notas |
| ------- | ----------------- | -------------- | ----- | ----- |
| 1       | William Kenyon    | Estados Unidos | 46.69 | Q     |
| 2       | Richard James     | Jamaica        | 46.93 | Q     |
| 3       | Nigel Leonce      | Santa Lúcia    | 49.06 |       |
| 4       | Jonnie Eduar Lowe | Honduras       | DNF   |       |

| Posição | Atleta               | Nacionalidade        | Tempo | Notas |
| ------- | -------------------- | -------------------- | ----- | ----- |
| 1       | Carlos Yohelin Santa | República Dominicana | 46.05 | Q     |
| 2       | Geronimo Goeloe      | Antilhas Holandesas  | 47.74 | Q     |
| 3       | Arismendy Peguero    | República Dominicana | 47.75 |       |
| 4       | Kenneth Telemaque    | U.S. Ilhas Virgens   | 48.72 |       |
| 5       | Charles Micha        | Domínica             | 48.85 |       |

| Posição | Atleta            | Nacionalidade  | Tempo | Notas |
| ------- | ----------------- | -------------- | ----- | ----- |
| 1       | Lanceford Spence  | Jamaica        | 45.93 | Q     |
| 2       | Christopher Brown | Bahamas        | 46.19 | Q     |
| 3       | Godfrey Herring   | Estados Unidos | 46.20 | q     |
| 4       | Chris Lloyd       | Domínica       | 47.03 | q     |
| 5       | Hugh Reid         | Barbados       | 47.57 |       |
| 6       | Fabian Felix      | Santa Lúcia    | 48.71 |       |

### 800 metros
| Posição           | Atleta            | Nacionalidade            | Tempo   | Notas |
| ----------------- | ----------------- | ------------------------ | ------- | ----- |
| Medalha de ouro   | Achraf Tadili     | Canadá                   | 1:48.19 |       |
| Medalha de prata  | Luis Soto         | Porto Rico               | 1:48.41 |       |
| Medalha de bronze | Elliott Blount    | Estados Unidos           | 1:48.55 |       |
| 4                 | Heleodoro Navarro | México                   | 1:49.33 |       |
| 5                 | Moise Joseph      | Estados Unidos           | 1:49.62 |       |
| 6                 | Aldwyn Sappleton  | Jamaica                  | 1:49.98 |       |
| 7                 | Alexius Roberts   | Bahamas                  | 1:50.91 |       |
| 8                 | Nickie Peters     | São Vicente e Granadinas | 1:53.10 |       |

| Posição | Atleta           | Nacionalidade  | Tempo   | Notas |
| ------- | ---------------- | -------------- | ------- | ----- |
| 1       | Moise Joseph     | Estados Unidos | 1:50.34 | Q     |
| 2       | Aldwyn Sappleton | Jamaica        | 1:50.69 | Q     |
| 3       | Luis Soto        | Porto Rico     | 1:50.76 | Q     |
| 4       | Nigel Leonce     | Santa Lúcia    | 1:52.16 |       |
| 5       | Kenneth Otarola  | Costa Rica     | 1:53.07 |       |
| 6       | Clive Baron      | Domínica       | 1:58.39 |       |

| Posição | Atleta            | Nacionalidade            | Tempo   | Notas |
| ------- | ----------------- | ------------------------ | ------- | ----- |
| 1       | Elliott Blount    | Estados Unidos           | 1:51.03 | Q     |
| 2       | Achraf Tadili     | Canadá                   | 1:51.11 | Q     |
| 3       | Nickie Peters     | São Vicente e Granadinas | 1:51.35 | Q     |
| 4       | Heleodoro Navarro | México                   | 1:51.42 | q     |
| 5       | Alexius Roberts   | Bahamas                  | 1:51.62 | q     |
| 6       | César Arias       | El Salvador              | 1:55.41 |       |
| 7       | Damian Simmons    | Bermudas                 | 1:56.99 |       |

### 1.500 metros
Final  

| Posição           | Atleta            | Nacionalidade  | Tempo   | Notas |
| ----------------- | ----------------- | -------------- | ------- | ----- |
| Medalha de ouro   | Ryan McKenzie     | Canadá         | 3:51.31 |       |
| Medalha de prata  | Dan Wilson        | Estados Unidos | 3:51.64 |       |
| Medalha de bronze | Heleodoro Navarro | México         | 3:52.10 |       |
| 4                 | Hunter Spencer    | Estados Unidos | 3:53.91 |       |
| 5                 | Kenneth Otarola   | Costa Rica     | 3:55.99 |       |
| 6                 | Omar Chavarría    | México         | 3:57.58 |       |

### 5.000 metros
Final  

| Posição           | Atleta               | Nacionalidade  | Tempo    | Notas |
| ----------------- | -------------------- | -------------- | -------- | ----- |
| Medalha de ouro   | Reid Coolsaet        | Canadá         | 14:44.46 |       |
| Medalha de prata  | Jonnathan Morales    | México         | 14:45.16 |       |
| Medalha de bronze | Karl Savage          | Estados Unidos | 14:48.35 |       |
| 4                 | Jeffrey Pérez        | Costa Rica     | 14:49.19 |       |
| 5                 | Sergio de León Solis | Guatemala      | 15:00.17 |       |

### 10.000 metros
Final  

| Posição           | Atleta            | Nacionalidade  | Tempo    | Notas |
| ----------------- | ----------------- | -------------- | -------- | ----- |
| Medalha de ouro   | Jonnathan Morales | México         | 30:16.26 |       |
| Medalha de prata  | Brian Sell        | Estados Unidos | 30:16.29 |       |
| Medalha de bronze | James Carney      | Estados Unidos | 30:48.28 |       |
| 4                 | Edher Cortés      | México         | 32:56.17 |       |
| 5                 | Nathan Kendrick   | Canadá         | 33:25.05 |       |

### 110 metros barreiras
Final  

Vento: +1.3 m/s
| Posição           | Atleta              | Nacionalidade  | Tempo | Notas |
| ----------------- | ------------------- | -------------- | ----- | ----- |
| Medalha de ouro   | Terrence Trammell   | Estados Unidos | 13.45 |       |
| Medalha de prata  | Ron Bramlett        | Estados Unidos | 13.53 |       |
| Medalha de bronze | Jared MacLeod       | Canadá         | 13.80 |       |
| 4                 | Hugh Henry          | Barbados       | 14.20 |       |
| 5                 | Robert Charbonneau  | Canadá         | 14.32 |       |
| 6                 | Emmanuel Daux       | Haiti          | 14.46 |       |
| 7                 | Roberto Carbajal    | México         | 14.96 |       |
| 8                 | José Calixto Sierra | Honduras       | 17.25 |       |

### 400 metros barreiras
| Posição           | Atleta           | Nacionalidade  | Tempo | Notas |
| ----------------- | ---------------- | -------------- | ----- | ----- |
| Medalha de ouro   | James Carter     | Estados Unidos | 48.95 |       |
| Medalha de prata  | Fred Sharpe      | Estados Unidos | 49.73 |       |
| Medalha de bronze | Dean Griffiths   | Jamaica        | 50.06 |       |
| 4                 | Adam Kunkel      | Canadá         | 50.22 |       |
| 5                 | Ednal Rolle      | Bahamas        | 51.55 |       |
| 6                 | Roberto Carbajal | México         | 51.80 |       |
| 7                 | Israel Benítez   | México         | 51.86 |       |
| 8                 | Roberto Cortés   | El Salvador    | 54.25 |       |

| Posição | Atleta              | Nacionalidade  | Tempo | Notas |
| ------- | ------------------- | -------------- | ----- | ----- |
| 1       | Dean Griffiths      | Jamaica        | 51.22 | Q     |
| 2       | James Carter        | Estados Unidos | 51.55 | Q     |
| 3       | Israel Benítez      | México         | 52.03 | Q     |
| 4       | Roberto Carbajal    | México         | 52.96 | q     |
| 5       | José Calixto Sierra | Honduras       | 59.15 |       |

| Posição | Atleta         | Nacionalidade  | Tempo | Notas |
| ------- | -------------- | -------------- | ----- | ----- |
| 1       | Fred Sharpe    | Estados Unidos | 52.18 | Q     |
| 2       | Adam Kunkel    | Canadá         | 52.78 | Q     |
| 3       | Ednal Rolle    | Bahamas        | 52.82 | Q     |
| 4       | Roberto Cortés | El Salvador    | 53.57 | q     |

### 3.000 metros com obstáculos
Final  

| Posição           | Atleta          | Nacionalidade  | Tempo   | Notas |
| ----------------- | --------------- | -------------- | ------- | ----- |
| Medalha de ouro   | Jordan Desilets | Estados Unidos | 8:52.10 |       |
| Medalha de prata  | Ian Collings    | Canadá         | 8:59.73 |       |
| Medalha de bronze | Luke Watson     | Estados Unidos | 9:19.39 |       |
| 4                 | Rubén Tripp     | México         | 9:46.48 |       |

### Revezamento 4x100 m
Final  

| Posição           | Nacionalidade        | Atletas                                                         | Tempo | Notas |
| ----------------- | -------------------- | --------------------------------------------------------------- | ----- | ----- |
| Medalha de ouro   | Estados Unidos       | Tom Green Jason Smoots Tyson Gay Derrick Johnson                | 39.79 |       |
| Medalha de prata  | Bahamas              | Osbourne Moxey Jamial Rolle Christopher Brown Dominic Demeritte | 39.81 |       |
| Medalha de bronze | Jamaica              | Lerone Clarke Ainsley Waugh Winston Smith Richard James         | 39.86 |       |
| 4                 | Canadá               | Jared MacLeod Rhoan Sterling Jayson Hilchie Adam Kunkel         | 40.03 |       |
| 5                 | República Dominicana | Leonardo Matos Joel Báez Luis Céspedes Carlos Yohelin Santa     | 40.29 |       |
| 6                 | Barbados             | Jason Gill Kevin Bartlett Hugh Henry Hugh Reid                  | 40.49 |       |
| 7                 | Porto Rico           | Joshwyn Rojas Osvaldo Nieves Rogelio Pizarro Aarón Garnett      | 40.66 |       |

### Revezamento 4x400 m
Final  

| Posição           | Nacionalidade  | Atletas                                                        | Tempo   | Notas |
| ----------------- | -------------- | -------------------------------------------------------------- | ------- | ----- |
| Medalha de ouro   | Estados Unidos | James Carter William Kenyon Godfrey Herring Brandon Couts      | 3:01.15 |       |
| Medalha de prata  | Jamaica        | Dean Griffiths Richard James Aldwyn Sappleton Lanceford Spence | 3:05.19 |       |
| Medalha de bronze | Bahamas        | Ednal Rolle Alexius Roberts Dwayne Lynes Christopher Brown     | 3:07.47 |       |
| 4                 | Porto Rico     | Aarón Garnett Luis Soto Joshwyn Rojas Rogelio Pizarro          | 3:12.46 |       |

### Meia maratona
Final  

| Posição         | Atleta             | Nacionalidade  | Tempo      | Notas |
| --------------- | ------------------ | -------------- | ---------- | ----- |
| Medalha de ouro | Michael Wisniewski | Estados Unidos | 1:10:05.00 |       |

### 20 km marcha atlética
Final  

| Posição          | Atleta           | Nacionalidade  | Tempo      | Notas |
| ---------------- | ---------------- | -------------- | ---------- | ----- |
| Medalha de ouro  | Cristián Berdeja | México         | 1:32:20.00 |       |
| Medalha de prata | Steve Quirke     | Estados Unidos | 1:44:20.00 |       |
| 3                | Donald Cote      | Canadá         | DNF        |       |

### Salto em altura
Final  

| Posição           | Atleta             | Nacionalidade  | Tentativa | Tentativa | Tentativa | Tentativa | Tentativa | Tentativa | Resultado | Notas |
| Posição           | Atleta             | Nacionalidade  | 2.00      | 2.05      | 2.10      | 2.15      | 2.18      | 2.21      | Resultado | Notas |
| ----------------- | ------------------ | -------------- | --------- | --------- | --------- | --------- | --------- | --------- | --------- | ----- |
| Medalha de ouro   | Romael Lightbourne | Bahamas        | -         | xo        | xo        | xo        | o         | xxx       | 2.18m     |       |
| Medalha de prata  | Terrance Woods     | Estados Unidos | -         | -         | o         | o         | xo        | xxx       | 2.18m     |       |
| Medalha de bronze | Jaswinder Gill     | Canadá         | -         | o         | o         | o         | xxx       |           | 2.15m     |       |
| 3                 | Mike Kizinkewich   | Canadá         | o         | o         | o         | o         | xxx       |           | 2.15m     |       |
| 5                 | Henderson Pottin   | Barbados       | -         | -         | xo        | o         | xxx       |           | 2.15m     |       |
| 6                 | Matt Vicent        | Estados Unidos | -         | o         | o         | xxo       | xxx       |           | 2.15m     |       |
| 7                 | Craig Norman       | Jamaica        | -         | xo        | -         | xxo       | xxx       |           | 2.15m     |       |
| 8                 | Huguens Jean       | Haiti          | -         | o         | xxo       | xxx       |           |           | 2.10m     |       |
| 9                 | Gerardo Martínez   | México         | xo        | xo        | xxx       |           |           |           | 2.05m     |       |
| 10                | Tulio Quiroz       | Honduras       | xxo       | xxx       |           |           |           |           | 2.00m     |       |

### Salto com vara
Final  

| Posição           | Atleta           | Nacionalidade  | Tentativa | Tentativa | Tentativa | Tentativa | Tentativa | Tentativa | Tentativa | Tentativa | Tentativa | Tentativa | Tentativa | Tentativa | Tentativa | Resultado | Notas |
| Posição           | Atleta           | Nacionalidade  | 4.15      | 4.30      | 4.45      | 4.60      | 4.75      | 4.90      | 5.00      | 5.10      | 5.30      | 5.45      | 5.55      | 5.60      | 5.80      | Resultado | Notas |
| ----------------- | ---------------- | -------------- | --------- | --------- | --------- | --------- | --------- | --------- | --------- | --------- | --------- | --------- | --------- | --------- | --------- | --------- | ----- |
| Medalha de ouro   | Jeremy Scott     | Estados Unidos | -         | -         | -         | -         | -         | -         | -         | xxo       | o         | xxo       | o         | xx-       | x         | 5.55m     |       |
| Medalha de prata  | Brad Walker      | Estados Unidos | -         | -         | -         | -         | -         | o         | xxo       | xo        | xo        | xxx       |           |           |           | 5.30m     |       |
| Medalha de bronze | Ricardo Pallares | México         | -         | -         | -         | o         | o         | o         | xxo       | xxx       |           |           |           |           |           | 5.00m     |       |
| 4                 | César Nava       | México         | -         | -         | -         | -         | o         | xo        | xxx       |           |           |           |           |           |           | 4.90m     |       |
| 5                 | Jorge Solórzano  | Guatemala      | xo        | xxo       | xxx       |           |           |           |           |           |           |           |           |           |           | 4.30m     |       |
| 6                 | Simon Bélanger   | Canadá         | -         | -         | -         | xxx       |           |           |           |           |           |           |           |           |           | NH        |       |
| 7                 | Óscar Hernández  | El Salvador    | -         | xxx       |           |           |           |           |           |           |           |           |           |           |           | NH        |       |

### Salto em comprimento
Final  

| Posição           | Atleta             | Nacionalidade            | Tentativa    | Tentativa    | Tentativa     | Tentativa   | Tentativa     | Tentativa   | Resultado        | Notas |
| Posição           | Atleta             | Nacionalidade            | 1            | 2            | 3             | 4           | 5             | 6           | Resultado        | Notas |
| ----------------- | ------------------ | ------------------------ | ------------ | ------------ | ------------- | ----------- | ------------- | ----------- | ---------------- | ----- |
| Medalha de ouro   | Osbourne Moxey     | Bahamas                  | 7.58m (-0.4) | x (-1.1)     | 7.76m (-0.1)  | 8.04m (0.3) | x (0.5)       | 8.19m (0.8) | 8.19m (+0.8 m/s) |       |
| Medalha de prata  | William Montgomery | Estados Unidos           | 7.19m (-0.1) | x (-0.2)     | 7.33m (0.7)   | 7.90m (1.5) | 7.84m (1.1)   | 7.76m (0.7) | 7.90m (+1.5 m/s) |       |
| Medalha de bronze | LeJuan Simon       | Estados Unidos           | 7.46m (-0.6) | 7.78m (-0.7) | 7.45m (0.7)   | 6.62m (0.4) | 7.75m (1.9)   | x (1.2)     | 7.78m (-0.7 m/s) |       |
| 4                 | Kevin Bartlett     | Barbados                 | x (-0.1)     | 5.58m (-2.0) | 7.14m (1.8)   | 7.38m (1.2) | x (-1.5)      | 7.51m (1.3) | 7.51m (+1.3 m/s) |       |
| 5                 | Sherwin James      | Domínica                 | 7.20m (-0.1) | 6.86m (-0.1) | 7.23m w (2.2) | 7.27m (0.5) | x (1.1)       | x (1.1)     | 7.27m (+0.5 m/s) |       |
| 5                 | Jean Cummings      | São Vicente e Granadinas | x (0.1)      | x (-3.2)     | 7.02m (1.4)   | 6.86m (0.8) | 7.27m (1.6)   | 7.08m (0.7) | 7.27m (+1.6 m/s) |       |
| 7                 | Carlos Nieves      | Porto Rico               | 7.01m (-0.5) | x (-0.0)     | 7.22m (0.1)   | x (1.2)     | x w (3.1)     | 7.18m (1.6) | 7.22m (+0.1 m/s) |       |
| 8                 | Alberto Rodas      | Canadá                   | 6.92m (0.1)  | 7.13m (0.1)  | 6.91m (1.5)   | x w (2.7)   | 6.98m w (2.3) | 7.19m (0.2) | 7.19m (+0.2 m/s) |       |
|                   |                    |                          |              |              |               |             |               |             |                  |       |
| 9                 | Ralston Henry      | Ilhas Virgens Britânicas | 6.85m (-0.1) | 6.77m (-0.3) | 6.75m (1.8)   |             |               |             | 6.85m (-0.1 m/s) |       |
| 10                | Juan Mota          | República Dominicana     | x (-0.1)     | 6.81m (-0.1) | x (0.9)       |             |               |             | 6.81m (-0.1 m/s) |       |
| 11                | Iván Soberanis     | México                   | 6.13m (-0.5) | 6.50m (0.6)  | x w (3.0)     |             |               |             | 6.50m (+0.6 m/s) |       |

### Salto triplo
Final  

| Posição           | Atleta           | Nacionalidade     | Tentativa     | Tentativa     | Tentativa     | Tentativa     | Tentativa     | Tentativa     | Resultado         | Notas |
| Posição           | Atleta           | Nacionalidade     | 1             | 2             | 3             | 4             | 5             | 6             | Resultado         | Notas |
| ----------------- | ---------------- | ----------------- | ------------- | ------------- | ------------- | ------------- | ------------- | ------------- | ----------------- | ----- |
| Medalha de ouro   | Leevan Sands     | Bahamas           | 15.79m (-1.0) | 16.10m (-0.1) | 16.72m (-1.3) | -             | -             | x (0.2)       | 16.72m (-1.3 m/s) |       |
| Medalha de prata  | Greg Yeldell     | Estados Unidos    | 16.23m (-0.5) | 16.61m (-0.9) | x (-0.9)      | 16.20m (-0.2) | x (1.4)       | x (-1.7)      | 16.61m (-0.9 m/s) |       |
| Medalha de bronze | Quincy Howe      | Trindade e Tobago | 15.30m (-0.4) | x (0.6)       | x (-1.8)      | 15.18m (-0.6) | 15.43m (-1.4) | 15.72m (-0.9) | 15.72m (-0.9 m/s) |       |
| 4                 | LeJuan Simon     | Estados Unidos    | 15.43m (-0.5) | 15.57m (-0.9) | 15.42m (-0.9) | x (-0.4)      | x (-0.5)      | 14.91m (-1.1) | 15.57m (-0.9 m/s) |       |
| 5                 | Gerardo Carrasco | México            | x (0.0)       | 14.81m (0.2)  | 14.97m (-1.1) | x (-0.1)      | 15.32m (-0.4) | 15.42m (-0.8) | 15.42m (-0.8 m/s) |       |
| 6                 | Antonio Saunders | Bahamas           | 14.69m (-1.1) | 14.85m (0.3)  | x (-0.4)      | x (-1.4)      | 14.93m (-0.2) | 15.29m (0.9)  | 15.29m (+0.9 m/s) |       |
| 7                 | Shawn Peters     | Canadá            | 14.94m (-0.3) | 14.93m (-0.3) | x (-1.9)      | 14.95m (-0.2) | 14.73m (0.4)  | 14.61m (-1.2) | 14.95m (-0.2 m/s) |       |

### Arremesso de peso
Final  

| Posição           | Atleta       | Nacionalidade     | Tentativa | Tentativa | Tentativa | Tentativa | Tentativa | Tentativa | Resultado | Notas |
| Posição           | Atleta       | Nacionalidade     | 1         | 2         | 3         | 4         | 5         | 6         | Resultado | Notas |
| ----------------- | ------------ | ----------------- | --------- | --------- | --------- | --------- | --------- | --------- | --------- | ----- |
| Medalha de ouro   | Jon Kalnas   | Estados Unidos    | 17.50m    | 18.20m    | x         | 17.98m    | 17.83m    | 18.70m    | 18.70m    |       |
| Medalha de prata  | Chris Adams  | Estados Unidos    | 17.67m    | 17.70m    | 17.64m    | x         | x         | 17.10m    | 17.70m    |       |
| Medalha de bronze | Dave Stoute  | Trindade e Tobago | 17.45m    | 17.65m    | x         | 17.53m    | x         | 17.66m    | 17.66m    |       |
| 4                 | Paulino Ríos | México            | 14.20m    | x         | 14.83m    | 15.07m    | x         | 15.16m    | 15.16m    |       |
| 5                 | Akim Herbert | Santa Lúcia       | 12.92m    | x         | x         | x         | x         | 12.84m    | 12.92m    |       |

### Lançamento de disco
Final  

| Posição           | Atleta            | Nacionalidade  | Tentativa | Tentativa | Tentativa | Tentativa | Tentativa | Tentativa | Resultado | Notas |
| Posição           | Atleta            | Nacionalidade  | 1         | 2         | 3         | 4         | 5         | 6         | Resultado | Notas |
| ----------------- | ----------------- | -------------- | --------- | --------- | --------- | --------- | --------- | --------- | --------- | ----- |
| Medalha de ouro   | Jason Young       | Estados Unidos | x         | 48.18m    | 52.74m    | 55.74m    | 53.28m    | x         | 55.74m    |       |
| Medalha de prata  | Jon O'Neil        | Estados Unidos | 52.55m    | x         | x         | 53.26m    | x         | 50.44m    | 53.26m    |       |
| Medalha de bronze | Edwin Guilloty    | Porto Rico     | 47.63m    | 48.10m    | 45.49m    | 48.74m    | 48.45m    | 46.81m    | 48.74m    |       |
| 4                 | Lance Montigny    | Canadá         | 46.12m    | x         | 46.78m    | 45.44m    | 47.48m    | x         | 47.48m    |       |
| 5                 | José Gonzalo May  | México         | 44.77m    | 42.25m    | 44.05m    | 37.85m    | 39.65m    | 42.85m    | 44.77m    |       |
| 6                 | Cutberto Martínez | México         | 42.06m    | 40.35m    | x         | x         | x         | 41.68m    | 42.06m    |       |
| 9                 | Akim Herbert      | Santa Lúcia    | x         | x         | -         | -         | -         | -         | NM        |       |

### Lançamento de martelo
Final  

| Posição           | Atleta         | Nacionalidade  | Tentativa | Tentativa | Tentativa | Tentativa | Tentativa | Tentativa | Resultado | Notas |
| Posição           | Atleta         | Nacionalidade  | 1         | 2         | 3         | 4         | 5         | 6         | Resultado | Notas |
| ----------------- | -------------- | -------------- | --------- | --------- | --------- | --------- | --------- | --------- | --------- | ----- |
| Medalha de ouro   | Jake Freeman   | Estados Unidos | 65.62m    | 66.49m    | x         | x         | x         | x         | 66.49m    |       |
| Medalha de prata  | Carey Ryan     | Estados Unidos | 61.58m    | 58.18m    | 61.43m    | 61.41m    | 60.62m    | 60.01m    | 61.58m    |       |
| Medalha de bronze | Mike Sagert    | Canadá         | 48.73m    | x         | 47.21m    | x         | x         | x         | 48.73m    |       |
| 4                 | Miguel Sarquiz | México         | x         | x         | 45.33m    | x         | 47.84m    | 47.18m    | 47.84m    |       |

### Lançamento de dardo
Final  

| Posição           | Atleta             | Nacionalidade  | Tentativa | Tentativa | Tentativa | Tentativa | Tentativa | Tentativa | Resultado | Notas |
| Posição           | Atleta             | Nacionalidade  | 1         | 2         | 3         | 4         | 5         | 6         | Resultado | Notas |
| ----------------- | ------------------ | -------------- | --------- | --------- | --------- | --------- | --------- | --------- | --------- | ----- |
| Medalha de ouro   | Christopher Clever | Estados Unidos | 64.25m    | 67.63m    | 68.17m    | 67.36m    | 67.90m    | 68.53m    | 68.53m    |       |
| Medalha de prata  | Justin St.Clair    | Estados Unidos | 64.48m    | 67.31m    | 63.43m    | x         | 66.25m    | x         | 67.31m    |       |
| Medalha de bronze | Kieron Francis     | Granada        | 57.83m    | 58.85m    | x         | 56.90m    | 63.22m    | 58.88m    | 63.22m    |       |
| 4                 | Gustavo Siller     | México         | 61.97m    | x         | 57.65m    | 60.05m    | x         | x         | 61.97m    |       |
| 5                 | Javier Ugarte      | Nicarágua      | 56.31m    | 56.18m    | 56.40m    | 56.53m    | 57.90m    | 58.97m    | 58.97m    |       |
| 6                 | Pat Clark          | Canadá         | 54.94m    | 53.94m    | 52.80m    | 52.60m    | 58.22m    | 57.12m    | 58.22m    |       |
| 7                 | José Raúl Lanza    | Honduras       | 41.06m    | x         | x         | x         | 45.77m    | x         | 45.77m    |       |

### Decatlo
Final  

| Pos.              | Atleta                | Nacionalidade  | 100 m              | SD                 | AP           | SA          | 400 m        | 110 m C/B           | AD           | SV          | LD           | 1500 m         | PG   | Notas |
| ----------------- | --------------------- | -------------- | ------------------ | ------------------ | ------------ | ----------- | ------------ | ------------------- | ------------ | ----------- | ------------ | -------------- | ---- | ----- |
| Medalha de ouro   | David Lemen           | Estados Unidos | 11.33 (1.3) 789pts | 6.88 (-0.2) 785pts | 12.85 658pts | 1.86 679pts | 52.28 713pts | 15.42 (-1.9) 799pts | 37.98 624pts | 5.10 941pts | 56.74 689pts | 4:59.57 562pts | 7239 |       |
| Medalha de prata  | Josef Karas           | Canadá         | 11.38 (1.3) 778pts | 7.03 (-1.7) 821pts | 12.45 634pts | 1.86 679pts | 52.32 711pts | 16.28 (-1.9) 702pts | 42.75 721pts | 4.40 731pts | 45.22 518pts | 4:47.74 632pts | 6927 |       |
| Medalha de bronze | Clifford Caines       | Canadá         |                    |                    |              |             |              |                     |              |             |              |                | 6833 |       |
| 4                 | Juan Pedro Santarrosa | México         |                    |                    |              |             |              |                     |              |             |              |                | 6111 |       |

## Resultado feminino

### 100 metros
Final  

Vento: +0.3 m/s
| Posição           | Atleta              | Nacionalidade  | Tempo | Notas |
| ----------------- | ------------------- | -------------- | ----- | ----- |
| Medalha de ouro   | Amandi Rhett        | Estados Unidos | 11.62 |       |
| Medalha de prata  | Melocia Clarke      | Jamaica        | 11.66 |       |
| Medalha de bronze | Tamica Clarke       | Bahamas        | 11.67 |       |
| 4                 | Nakeya Crutchfield  | Estados Unidos | 11.96 |       |
| 5                 | Judythe Kitson      | Jamaica        | 12.14 |       |
| 6                 | Ruth Grajeda        | México         | 12.22 |       |
| 7                 | Karla Hernández     | El Salvador    | 12.73 |       |
| 8                 | Auxiliadora Bonilla | Nicarágua      | 12.88 |       |

### 200 metros
| Posição           | Atleta                   | Naconalidade         | Tempo | Notas |
| ----------------- | ------------------------ | -------------------- | ----- | ----- |
| Medalha de ouro   | Shellene Williams        | Jamaica              | 23.78 |       |
| Medalha de prata  | Winsome Howell           | Jamaica              | 24.17 |       |
| Medalha de bronze | Martine Cloutier-LeBlanc | Canadá               | 24.34 |       |
| 4                 | Melinda Smedley          | Estados Unidos       | 24.37 |       |
| 5                 | Ruth Grajeda             | México               | 24.82 |       |
| 6                 | Kadie Joseph             | U.S. Ilhas Virgens   | 25.39 |       |
| 7                 | Clara Hernández          | República Dominicana | DNF   |       |
| 8                 | Crystal Cox              | Estados Unidos       | DSQ   | †     |

| Posição | Atleta            | Nacionalidade      | Tempo | Notas |
| ------- | ----------------- | ------------------ | ----- | ----- |
| 1       | Shellene Williams | Jamaica            | 24.10 | Q     |
| 2       | Kadie Joseph      | U.S. Ilhas Virgens | 25.62 | Q     |
| 3       | Karla Hernández   | El Salvador        | 26.05 |       |
| 4       | Crystal Cox       | Estados Unidos     | DSQ   | Q †   |

| Posição | Atleta                   | Nacionalidade        | Tempo | Notas |
| ------- | ------------------------ | -------------------- | ----- | ----- |
| 1       | Winsome Howell           | Jamaica              | 24.07 | Q     |
| 2       | Martine Cloutier-LeBlanc | Canadá               | 24.56 | Q     |
| 3       | Clara Hernández          | República Dominicana | 24.62 | Q     |
| 4       | Ruth Grajeda             | México               | 24.65 | q     |
| 5       | Melinda Smedley          | Estados Unidos       | 24.68 | q     |

### 400 metros
| Posição           | Atleta                   | Nacionalidade        | Tempo | Notas |
| ----------------- | ------------------------ | -------------------- | ----- | ----- |
| Medalha de ouro   | Allison Beckford         | Jamaica              | 51.21 |       |
| Medalha de prata  | Christine Amertil        | Bahamas              | 52.80 |       |
| Medalha de bronze | Tia Trent                | Estados Unidos       | 53.08 |       |
| 4                 | Lorena de la Rosa        | República Dominicana | 53.79 |       |
| 5                 | Nadia Cunningham         | Jamaica              | 53.86 |       |
| 6                 | Magali Yáñez             | México               | 54.50 |       |
| 7                 | Martine Cloutier-LeBlanc | Canadá               | 55.36 |       |
| 8                 | Crystal Cox              | Estados Unidos       | 51.63 | †     |

| Posição | Atleta            | Nacionalidade      | Tempo | Notas |
| ------- | ----------------- | ------------------ | ----- | ----- |
| 1       | Christine Amertil | Bahamas            | 52.41 | Q     |
| 2       | Tia Trent         | Estados Unidos     | 52.60 | Q     |
| 3       | Nadia Cunningham  | Jamaica            | 54.02 | q     |
| 4       | Magali Yáñez      | México             | 55.36 | q     |
| 5       | Kadie Joseph      | U.S. Ilhas Virgens | 56.39 |       |
| 6       | Crystal Cox       | Estados Unidos     | 52.24 | Q †   |

| Posição | Atleta                   | Nacionalidade        | Tempo | Notas |
| ------- | ------------------------ | -------------------- | ----- | ----- |
| 1       | Allison Beckford         | Jamaica              | 54.48 | Q     |
| 2       | Lorena de la Rosa        | República Dominicana | 54.94 | Q     |
| 3       | Martine Cloutier-LeBlanc | Canadá               | 55.81 | Q     |
| 4       | Yelmi Martínez           | República Dominicana | 55.81 |       |

### 800 metros
Final  

| Posição           | Atleta            | Nacionalidade      | Tempo   | Notas |
| ----------------- | ----------------- | ------------------ | ------- | ----- |
| Medalha de ouro   | Chantee Earl      | Estados Unidos     | 2:03.17 |       |
| Medalha de prata  | Sasha Spencer     | Estados Unidos     | 2:04.47 |       |
| Medalha de bronze | Tamika Williams   | Bermudas           | 2:05.52 |       |
| 4                 | Lizaira del Valle | Porto Rico         | 2:07.94 |       |
| 5                 | Angeles Pantoja   | México             | 2:09.50 |       |
| 6                 | Allison Salter    | Canadá             | 2:10.65 |       |
| 7                 | Ana Lucía Hurtado | Guatemala          | 2:11.29 |       |
| 8                 | Sherma Aurelien   | U.S. Ilhas Virgens | 2:25.57 |       |

### 1.500 metros
Final  

| Posição           | Atleta           | Nacionalidade  | Tempo   | Notas |
| ----------------- | ---------------- | -------------- | ------- | ----- |
| Medalha de ouro   | Bethany Brewster | Estados Unidos | 4:28.16 |       |
| Medalha de prata  | Maurica Carlucci | Estados Unidos | 4:31.26 |       |
| Medalha de bronze | Heather Lee      | Canadá         | 4:37.62 |       |

### 5.000 metros
Final  

| Posição          | Atleta         | Nacionalidade  | Tempo    | Notas |
| ---------------- | -------------- | -------------- | -------- | ----- |
| Medalha de ouro  | Ann Brooks     | Estados Unidos | 16:57.02 |       |
| Medalha de prata | Gisel Bautista | México         | 17:19.27 |       |

### 100 metros barreiras
Final  

Vento: +1.7 m/s
| Posição           | Atleta              | Nacionalidade  | Tempo | Notas |
| ----------------- | ------------------- | -------------- | ----- | ----- |
| Medalha de ouro   | Toni-Ann D'Oyley    | Jamaica        | 12.92 |       |
| Medalha de prata  | Danielle Carruthers | Estados Unidos | 13.00 |       |
| Medalha de bronze | Chitua Ohaeri       | Estados Unidos | 13.52 |       |
| 4                 | Jessica King        | Canadá         | 13.87 |       |
| 5                 | Lucilia Contreras   | México         | 13.92 |       |

### 400 metros barreiras
Final  

| Posição           | Atleta           | Nacionalidade        | Tempo   | Notas |
| ----------------- | ---------------- | -------------------- | ------- | ----- |
| Medalha de ouro   | Megan Addy       | Estados Unidos       | 57.22   |       |
| Medalha de prata  | Brenda Taylor    | Estados Unidos       | 57.65   |       |
| Medalha de bronze | Jazmín Rodríguez | República Dominicana | 1:01.78 |       |
| 4                 | Lourdes Escalona | México               | 1:04.32 |       |

### 3.000 metros com obstáculos
Final  

| Posição          | Atleta             | Nacionalidade  | Tempo    | Notas |
| ---------------- | ------------------ | -------------- | -------- | ----- |
| Medalha de ouro  | Mollie DeFrancesco | Estados Unidos | 10:53.47 |       |
| Medalha de prata | Kristen Brennard   | Canadá         | 11:05.47 |       |

### Revezamento 4x100 m
Final  

| Posição          | Nacionalidade  | Atletas                                                           | Tempo | Notas |
| ---------------- | -------------- | ----------------------------------------------------------------- | ----- | ----- |
| Medalha de ouro  | Estados Unidos | Brianna Glenn Danielle Carruthers Nakeya Crutchfield Amandi Rhett | 44.10 |       |
| Medalha de prata | Jamaica        | Melocia Clarke Judythe Kitson Shellene Williams Winsome Howell    | 44.86 |       |

### Revezamento 4x400 m
Final  

| Posição          | Nacionalidade        | Atletas                                                           | Tempo   | Notas |
| ---------------- | -------------------- | ----------------------------------------------------------------- | ------- | ----- |
| Medalha de ouro  | Jamaica              | Jenice Daley Allison Beckford Nadia Cunningham Shellene Williams  | 3:34.06 |       |
| Medalha de prata | República Dominicana | Clara Hernández Yelmi Martínez Jazmín Rodríguez Lorena de la Rosa | 3:40.29 |       |
| 3                | Estados Unidos       | Marie Woodward Crystal Cox Chantee Earl Sasha Spencer             | 3:30.60 | †     |

†: O evento foi vencido inicialmente pelos Estados Unidos (3min30s), mas a equipe foi posteriormente desqualificada por violação das regras de doping da IAAF pelo membro da equipe Crystal Cox. 

### Meia maratona
Final  

| Posição           | Atleta         | Nacionalidade  | Tempo      | Notas |
| ----------------- | -------------- | -------------- | ---------- | ----- |
| Medalha de ouro   | Madaí Pérez    | México         | 1:16:05.00 |       |
| Medalha de prata  | Alison Holinka | Estados Unidos | 1:22:02.00 |       |
| Medalha de bronze | Beth Fonner    | Estados Unidos | 1:27:02.00 |       |

### 20 km marcha atlética
Final  

| Posição         | Atleta          | Nacionalidade | Tempo      | Notas |
| --------------- | --------------- | ------------- | ---------- | ----- |
| Medalha de ouro | Marina Crivello | Canadá        | 1:52:50.00 |       |

### Salto em altura
Final  

| Posição           | Atleta              | Nacionalidade        | Tentativa | Tentativa | Tentativa | Tentativa | Tentativa | Tentativa | Tentativa | Tentativa | Tentativa | Tentativa | Tentativa | Tentativa | Resultado | Notas |
| Posição           | Atleta              | Nacionalidade        | 1.60      | 1.65      | 1.70      | 1.76      | 1.79      | 1.82      | 1.85      | 1.87      | 1.89      | 1.92      | 1.95      | 1.98      | Resultado | Notas |
| ----------------- | ------------------- | -------------------- | --------- | --------- | --------- | --------- | --------- | --------- | --------- | --------- | --------- | --------- | --------- | --------- | --------- | ----- |
| Medalha de ouro   | Juana Arrendel      | República Dominicana | -         | -         | -         | o         | o         | o         | o         | o         | o         | o         | o         | xxx       | 1.95m     |       |
| Medalha de prata  | Kristen Matthews    | Canadá               | -         | -         | o         | o         | o         | xo        | xxo       | xxx       |           |           |           |           | 1.85m     |       |
| Medalha de bronze | Gina Curtis-Rickert | Estados Unidos       | o         | o         | o         | xxo       | xxx       |           |           |           |           |           |           |           | 1.76m     |       |

### Salto com vara
Final  

| Posição           | Atleta          | Nacionalidasde | Tentativa | Tentativa | Tentativa | Tentativa | Tentativa | Tentativa | Tentativa | Tentativa | Tentativa | Tentativa | Tentativa | Tentativa | Tentativa | Tentativa | Tentativa | Tentativa | Resultado | Notas |
| Posição           | Atleta          | Nacionalidasde | 3.10      | 3.25      | 3.35      | 3.45      | 3.55      | 3.60      | 3.65      | 3.70      | 3.75      | 3.80      | 3.85      | 3.90      | 3.95      | 4.00      | 4.10      | 4.30      | Resultado | Notas |
| ----------------- | --------------- | -------------- | --------- | --------- | --------- | --------- | --------- | --------- | --------- | --------- | --------- | --------- | --------- | --------- | --------- | --------- | --------- | --------- | --------- | ----- |
| Medalha de ouro   | Andrea Wildrick | Estados Unidos | -         | -         | -         | -         | -         | -         | -         | -         | -         | -         | -         | -         | o         | o         | o         | xxx       | 4.10m     |       |
| Medalha de prata  | Dana Ellis      | Canadá         | -         | -         | -         | -         | -         | -         | -         | -         | -         | -         | -         | xxo       | -         | xo        | xxx       |           | 4.00m     |       |
| Medalha de bronze | Alejandra Mesa  | México         | -         | -         | -         | -         | o         | -         | o         | -         | o         | -         | xxx       |           |           |           |           |           | 3.75m     |       |
| 4                 | Michelle Vélez  | Porto Rico     | -         | -         | -         | -         | -         | xxo       | -         | xxx       |           |           |           |           |           |           |           |           | 3.60m     |       |
| 5                 | Jéssica Piñon   | México         | o         | o         | xo        | xxx       |           |           |           |           |           |           |           |           |           |           |           |           | 3.35m     |       |
| 6                 | Kelsie Hendry   | Canadá         | -         | -         | -         | -         | -         | -         | -         | -         | -         | xxx       |           |           |           |           |           |           | NH        |       |
| 7                 | Becky Holliday  | Estados Unidos | -         | -         | -         | -         | -         | -         | -         | xxx       |           |           |           |           |           |           |           |           | NH        |       |
| 8                 | Andrea Zambrana | Porto Rico     | -         | -         | -         | -         | -         | xxx       |           |           |           |           |           |           |           |           |           |           | NH        |       |

### Salto em comprimento
Final  

| Posição           | Atleta         | Nacionalidade  | Tentativa    | Tentativa    | Tentativa    | Tentativa    | Tentativa    | Tentativa    | Resultado        | Notas |
| Posição           | Atleta         | Nacionalidade  | 1            | 2            | 3            | 4            | 5            | 6            | Resultado        | Notas |
| ----------------- | -------------- | -------------- | ------------ | ------------ | ------------ | ------------ | ------------ | ------------ | ---------------- | ----- |
| Medalha de ouro   | Brianna Glenn  | Estados Unidos | x (-0.8)     | 5.84m (-1.3) | 6.11m (-0.8) | 5.83m (-2.4) | 6.02m (-1.0) | 6.22m (-1.0) | 6.22m (-1.0 m/s) |       |
| Medalha de prata  | Melocia Clarke | Jamaica        | 5.89m (0.0)  | 6.10m (-0.8) | 6.04m (-1.6) | 5.96m (-1.3) | 6.15m (-0.8) | 5.84m (-1.5) | 6.15m (-0.8 m/s) |       |
| Medalha de bronze | Rose Richmond  | Estados Unidos | 5.92m (0.0)  | 5.99m (-0.8) | 5.98m (-2.1) | 6.13m (-2.4) | 6.14m (-1.5) | x (-0.6)     | 6.14m (-1.5 m/s) |       |
| 4                 | Ayesha Maycock | Barbados       | x (0.0)      | 5.70m (0.0)  | 5.70m (-1.0) | 5.62m (-2.7) | 5.69m (-1.1) | 6.02m (-0.9) | 6.02m (-0.9 m/s) |       |
| 5                 | Lauren Maul    | Barbados       | x (-0.1)     | 5.69m (0.0)  | 5.58m (-2.9) | 5.49m (-1.9) | x (-2.0)     | x (-1.1)     | 5.69m (+0.0 m/s) |       |
| 6                 | Kelly Goheen   | Canadá         | 5.09m (-0.5) | x (-2.1)     | x (-1.2)     | x (-1.8)     | x (-1.3)     | 5.07m (-1.6) | 5.09m (-0.5 m/s) |       |

### Salto triplo
Final  

| Posição           | Atleta        | Nacionalidade  | Tentativa     | Tentativa     | Tentativa     | Tentativa     | Tentativa     | Tentativa     | Resultado         | Notas |
| Posição           | Atleta        | Nacionalidade  | 1             | 2             | 3             | 4             | 5             | 6             | Resultado         | Notas |
| ----------------- | ------------- | -------------- | ------------- | ------------- | ------------- | ------------- | ------------- | ------------- | ----------------- | ----- |
| Medalha de ouro   | Yuliana Perez | Estados Unidos | 13.26m (-0.1) | 13.22m (-1.9) | 13.27m (-0.9) | 13.08m (-1.5) | 13.05m (-0.2) | 13.24m (0.1)  | 13.27m (-0.9 m/s) |       |
| Medalha de prata  | Teresa Bundy  | Estados Unidos | 12.56m (1.0)  | x (-1.6)      | 12.39m (-0.7) | 12.58m (-4.6) | 12.17m (-2.0) | 12.77m (-0.2) | 12.77m (-0.2 m/s) |       |
| Medalha de bronze | Paola Noncayo | México         | x (-0.1)      | x (0.7)       | 12.08m (1.1)  | x (-3.8)      | x (-1.1)      | 12.05m (-0.7) | 12.08m (+1.1 m/s) |       |

### Arremesso de peso
Final  

| Posição           | Atleta            | Nacionalidade            | Tentativa | Tentativa | Tentativa | Tentativa | Tentativa | Tentativa | Resultado | Notas |
| Posição           | Atleta            | Nacionalidade            | 1         | 2         | 3         | 4         | 5         | 6         | Resultado | Notas |
| ----------------- | ----------------- | ------------------------ | --------- | --------- | --------- | --------- | --------- | --------- | --------- | ----- |
| Medalha de ouro   | Cynthia Ademiluyi | Estados Unidos           | 15.80m    | 15.94m    | 15.89m    | 16.04m    | 16.55m    | 16.65m    | 16.65m    |       |
| Medalha de prata  | Cleopatra Borrel  | Trindade e Tobago        | 15.82m    | 15.91m    | 16.19m    | 16.24m    | 16.46m    | x         | 16.46m    |       |
| Medalha de bronze | Adriane Blewitt   | Estados Unidos           | 15.30m    | 15.85m    | 15.11m    | 16.15m    | 16.24m    | 16.03m    | 16.24m    |       |
| 4                 | Melissa Gibbon    | Jamaica                  | 14.74m    | x         | 15.48m    | 15.28m    | 15.30m    | 15.83m    | 15.83m    |       |
| 5                 | Caroline Larose   | Canadá                   | 14.67m    | 14.57m    | 14.34m    | x         | 13.92m    | 15.11m    | 15.11m    |       |
| 6                 | Doris Thompson    | Bahamas                  | 13.02m    | 11.14m    |           |           |           |           | 13.02m    |       |
| 7                 | Tahirah Lewis     | Ilhas Virgens Britânicas | 10.62m    | x         | x         | 10.48m    |           |           | 10.62m    |       |

### Lançamento de disco
Final  

| Posição           | Atleta              | Nacionalidade            | Tentativa | Tentativa | Tentativa | Tentativa | Tentativa | Tentativa | Resultado | Notas |
| Posição           | Atleta              | Nacionalidade            | 1         | 2         | 3         | 4         | 5         | 6         | Resultado | Notas |
| ----------------- | ------------------- | ------------------------ | --------- | --------- | --------- | --------- | --------- | --------- | --------- | ----- |
| Medalha de ouro   | Summer Pierson      | Estados Unidos           | 51.71m    | 50.93m    | 49.25m    | x         | 50.96m    | 53.04m    | 53.04m    |       |
| Medalha de prata  | Deshaua Williams    | Estados Unidos           | x         | 48.16m    | 49.35m    | 48.38m    | 50.63m    | 52.30m    | 52.30m    |       |
| Medalha de bronze | Julie Bourgon       | Canadá                   | 41.57m    | 48.44m    | 45.24m    | 45.82m    | 49.30m    | 50.32m    | 50.32m    |       |
| 4                 | Melissa Gibbon      | Jamaica                  | 46.84m    | 47.73m    | 46.88m    | 45.16m    | 44.65m    | 45.19m    | 47.73m    |       |
| 5                 | Marie-Josée Le Jour | Canadá                   | 45.76m    | x         | x         | 45.73m    | 45.88m    | 43.33m    | 45.88m    |       |
| 6                 | Doris Thompson      | Bahamas                  | 42.26m    | 42.95m    | x         | x         | x         | 42.33m    | 42.95m    |       |
| 7                 | Tahirah Lewis       | Ilhas Virgens Britânicas | x         | x         | 26.02m    | x         | 30.76m    | x         | 30.76m    |       |

### Lançamento de martelo
Final  

| Posição           | Atleta          | Nacionalidade  | Tentativa | Tentativa | Tentativa | Tentativa | Tentativa | Tentativa | Resultado | Notas |
| Posição           | Atleta          | Nacionalidade  | 1         | 2         | 3         | 4         | 5         | 6         | Resultado | Notas |
| ----------------- | --------------- | -------------- | --------- | --------- | --------- | --------- | --------- | --------- | --------- | ----- |
| Medalha de ouro   | Jamine Moton    | Estados Unidos | 58.45m    | 61.00m    | 65.10m    | 64.38m    | x         | x         | 65.10m    |       |
| Medalha de prata  | Amber Campbell  | Estados Unidos | 57.77m    | 54.31m    | 60.61m    | 59.82m    | 62.71m    | 62.66m    | 62.71m    |       |
| Medalha de bronze | Jennifer Joyce  | Canadá         | 52.89m    | 57.08m    | 58.61m    | x         | x         | x         | 58.61m    |       |
| 4                 | Nathalie Thénor | Canadá         | 54.12m    | x         | x         | x         | 51.65m    | 55.39m    | 55.39m    |       |
| 5                 | Jéssica Ponce   | México         | 47.46m    | 44.70m    | 40.17m    | 45.51m    | x         | 44.93m    | 47.46m    |       |

### Lançamento de dardo
Final  

| Posição           | Atleta             | Nacionalidade  | Tentativa | Tentativa | Tentativa | Tentativa | Tentativa | Tentativa | Resultado | Notas |
| Posição           | Atleta             | Nacionalidade  | 1         | 2         | 3         | 4         | 5         | 6         | Resultado | Notas |
| ----------------- | ------------------ | -------------- | --------- | --------- | --------- | --------- | --------- | --------- | --------- | ----- |
| Medalha de ouro   | Denise O'Connell   | Estados Unidos | 45.73m    | 48.53m    | x         | x         | 52.98m    | x         | 52.98m    |       |
| Medalha de prata  | Dominique Bilodeau | Canadá         | 50.45m    | 46.65m    | 48.42m    | 50.16m    | 48.13m    | 49.17m    | 50.45m    |       |
| Medalha de bronze | Brianne Johnson    | Estados Unidos | x         | 42.88m    | 38.39m    | 40.26m    | 40.66m    | x         | 42.88m    |       |

### Heptatlo
Final  

| Colocação         | Atleta            | Nacionalidade        | 100 m C/B           | SA          | AP           | 200 m               | SD                 | LD           | 800 m          | Total | Notas |
| ----------------- | ----------------- | -------------------- | ------------------- | ----------- | ------------ | ------------------- | ------------------ | ------------ | -------------- | ----- | ----- |
| Medalha de ouro   | Virginia Miller   | Estados Unidos       | 13.96 (-0.2) 984pts | 1.71 867pts | 11.90 654pts | 24.79 (-0.7) 906pts | 5.48 (-1.8) 694pts | 35.91 589pts | 2:24.22 767pts | 5461  |       |
| Medalha de prata  | Sarah Junkin      | Canadá               | 14.80 (-0.2) 868pts | 1.56 689pts | 10.59 568pts | 25.16 (-0.7) 872pts | 5.35 (-0.4) 657pts | 33.47 542pts | 2:19.95 824pts | 5020  |       |
| Medalha de bronze | Judith Méndez     | República Dominicana | 14.70 (-0.2) 882pts | 1.59 724pts | 10.70 575pts | 25.76 (-0.7) 818pts | 4.95 (0.4) 546pts  | 46.15 786pts | 2:30.81 683pts | 5014  |       |
| 4                 | Samantha Anderson | Canadá               |                     |             |              |                     |                    |              |                | 4967  |       |
| 5                 | Damaris Diana     | Porto Rico           |                     |             |              |                     |                    |              |                | 4787  |       |
| 6                 | Beatriz Pompa     | México               |                     |             |              |                     |                    |              |                | 4404  |       |
| 7                 | Lindsay Taylor    | Estados Unidos       |                     |             |              |                     |                    |              |                | DNF   |       |

Legenda
| Recorde mundial       | Recorde mundial (World record)               |                       | Recorde africano                      | Recorde africano (African) |                                           | Q | Classificado por posição (Qualified) |
| Recorde do campeonato | Recorde do campeonato (Championship record)  | Recorde da América    | Recorde da América (Americas)         | q                          | Classificado por melhor tempo (Qualified) |   |                                      |
| Melhor marca do ano   | Melhor marca do ano (World leading)          | Recorde asiático      | Recorde asiático (Asian)              | DNS                        | Não largou (Did not start)                |   |                                      |
| Recorde nacional      | Recorde nacional (National record)           | Recorde europeu       | Recorde europeu (European)            | DNF                        | Não terminou (Did not finish)             |   |                                      |
| Recorde pessoal       | Recorde pessoal do atleta (Personal best)    | Recorde da Oceania    | Recorde da Oceania (Oceania)          | DSQ / DQ                   | Desclassificado (Disqualified)            |   |                                      |
| Recorde da temporada  | Recorde da temporada do atleta (Season best) | Recorde sul-americano | Recorde sul-americano (South America) | NM                         | Sem marca (No mark)                       |   |                                      |